# 為遍體鱗傷的精靈調製幸福配方的賣藥郎
《為遍體鱗傷的精靈調製幸福配方的賣藥郎》是日本漫畫家（Gibachan）的網路漫畫，於2021年9月1日至2022年11月26日在Twitter等網路平台連載。小說版由綾坂執筆，於2023年12月22日由集英社出版。

## 劇情
故事發生在一個奇幻世界，世界有五個種族，因為戰爭而互相敵對。坊間流傳著精靈血肉能煉制成萬能藥的傳聞，男主角亞連·堤魯丁是一位賣藥郎，某天一個仲介向他推銷一個遍體鱗傷的精靈做藥材。這個精靈全身是鞭傷和淤痕，四肢裹上了繃帶無法行動，牙齒幾乎全脫落，雙眼失明，還缺失了左眼。亞連看著精靈的慘狀，心生憐憫，於是買下了精靈，為其取名「利茲蕾」，慢慢給精靈治療。亞連將利茲蕾帶回村落的工坊細心照顧，利茲蕾身上的傷口漸漸愈合，佩戴上假牙後也能正常進食。不料利茲蕾前主人在其體內藏有毒膠囊，利茲蕾毫無征兆中毒倒地，亞連緊急對利茲蕾洗胃，再外出獵殺魔物製作解毒劑。在利茲蕾身體恢復後，亞連帶著利茲蕾前往北地拜訪醫生朋友阿達姆斯卡。阿達姆斯卡是擅長肉體研究的巫妖，她認為利茲蕾的四肢已經無法恢復，除非煉制出秘藥「高效藥劑」，於是她切除利茲蕾的四肢，利用手上的存貨，為利茲蕾做了右手和左腳的移植。又過了一段時間，利茲蕾習慣了移植的手腳，視力和對話能力也恢復了，只是仍然想不起過去。
利茲蕾不願一直受到亞連照顧，於是獻出了能驅散魔物的精靈之歌，亞連用「歌唱石」錄下歌曲，賣給了旅行商人。利茲蕾還提出做亞連的助手，亞連察覺到對方的不安，於是承諾她能獨自行動後，兩人一起工作。「歌唱石」的銷售賺了不少錢，亞連用這筆錢僱傭矮人，為利茲蕾製作義肢。不日，精靈伊多莉婭因為「歌唱石」的事情，造訪工坊。恰巧伊多莉婭是利茲蕾的妹妹，利茲蕾失蹤四年之久，伊多莉婭為了尋找姊姊，加入了精靈族的警備隊。「歌唱石」錄製的歌曲是精靈族的秘術，洩露秘術會遭到審判，伊多莉婭認為「歌唱石」可能與姊姊有關而展開行動。伊多莉婭帶著兩人前往精靈之鄉，兩人到步不久因洩露秘術被拘留。一個因為過去戰爭而敵視精靈的組織，也尾隨伊多莉婭入侵了精靈之鄉。在戰亂中，伊多莉婭偷偷解救了亞連和姊姊。利茲蕾想幫助故鄉對抗入侵，不願離開，然而在看到襲擊者首領時，恢復記憶，想起對方是綁架自己的人，在衝擊下昏迷。亞連在戰亂中擊退了襲擊者，同時也身受重傷。利茲蕾恢復記憶後，使用魔法救治了亞連。戰後，兩人因為對抗襲擊者，得以將功抵過。
利茲蕾不願再留在故鄉，與亞連一同離開。離開之際，利茲蕾的母親將亡夫遺物「精靈之淚」贈予利茲蕾。「精靈之淚」是「高效藥劑」核心煉制素材，在阿達姆斯卡的幫助下，亞連煉制出能恢復斷肢，治療一切疾病的「高效藥劑」。藥劑會大量消耗患者的壽命和魔力，不過利茲蕾並不在乎，利茲蕾在痊愈後，與亞連結為夫婦。

## 創作背景及出版
2021年9月1日，開始在Twitter和pixiv連載，以單頁成一話。2021年9月26日，開始在Niconico漫畫連載。同年10月26日，在Jump Rookie上連載。
作者Gibachan在Gadget News採訪中表示，該作一開始並沒有明確的創作方向，只是想創作展示「人間美好和殘酷的中世紀背景世界」。Gibachan根據自己的畫風，決定該作題材為黑暗奇幻。該作風格受到、《修那之旅》、及等作品的影響。該作是Gibachan的業餘創作，為了保持穩定連載和繪畫品質，漫畫每話只有一頁。角色設計方面，為了吸引讀者，Gibachan以奇幻作品中常見的精靈作為主角，精靈在奇幻作品中經常作為高貴美麗的存在，Gibachan反其道而行之，塑造出一個受傷的精靈。另一個角色則是負責治療精靈的「醫生」，基於奇幻作品的世界觀，Gibachan將其職業定位「賣藥人」。Gibachan的父親和祖父是經營一家診所，他在診所的經歷成為設計角色互動和治療劇情的靈感。
2023年12月19日推出漫畫的彩色數位版。同年12月22日，綾坂執筆的改編同名小說第一卷，由集英社執筆Dash X文庫發行，漫畫原作者Gibachan負責插畫和封面。同日，Dash X文庫在官方YouTube頻道發佈作品宣傳片，片中本渡楓聲演精靈女主角。2025年3月，台灣角川出版社推出改編小說的中文數位版。
2025年3月7日，細川真義作畫的改編同名漫畫，在Niconico漫畫展開連載。

## 迴響
該作獲得2021年「Niconico漫畫年度排行」用戶類別第1名。2022年獲得「Niconico漫畫年度排行」用戶類別第4名，亞馬遜日本公佈的2022年上半年Kindle Indie Manga排行榜第二名。在同名小說出版時，漫畫連載網站Jump Rookie上觀看數量超過100萬次。

## 外部連結
- 作者的X（前Twitter）（日語）